# Leymus pacificus
Leymus pacificus är en gräsart som först beskrevs av Gould, och fick sitt nu gällande namn av Douglas R. Dewey. Leymus pacificus ingår i släktet strandrågssläktet, och familjen gräs. Inga underarter finns listade i Catalogue of Life.